# Нейрофізіологія
Нейрофізіоло́гія — розділ фізіології тварин і людини, що вивчає функції нервової системи і її основних структурних одиниць — нейронів. Вона тісно пов'язана з нейробіологією, психіатрією, неврологією, клінічною нейрофізіологією, електрофізіологією, етологією, нейроанатомією та іншими науками, що займаються вивченням мозку.
Хірургічна нейрофізіологія — це прикладна нейрофізіологія. Хірург-нейрофізіолог під час операції займається спостереженням за функціонуванням нервової системи пацієнта, для чого інколи необхідне електрофізіологічне дослідження ділянок нервової системи пацієнта. Таке спостереження входить до складу обширної клінічної дисципліни, так званого нейромоніторингу.

## Нейрофізіологічне обстеження
Призначено для виявлення ступеня ураження центральної нервової систем. У обстеження входять:
- Перевірка координації рухів
- Перевірка слуху
- Перевірка поля зору
- Перевірка нюху
- Перевірка дотику
- Перевірка смаку

## Методи
- Електроенцефалографія (ЕЕГ)
- Електронейрографія (ЕНГ)
- Функціональна МРТ (ЯМР)
- Петч-клемп
- Мікроелектродна техніка
- Кальціометрія

### Книги
- Reddi, Benjamin (2012). Neurophysiology : a conceptual approach (вид. Fifth edition). London. ISBN 1-4441-3518-X.
- Mills, K. R. (2017). Oxford textbook of clinical neurophysiology. Oxford. ISBN 978-0-19-968839-5.

### Журнали
- Нейрофізіологія (журнал)
- Journal of Neurophysiology
- Clinical Neurophysiology
- Journal of Clinical Neurophysiology